# Mbole-Dolch
Der Mbole-Dolch ist ein afrikanischer Dolch. Afrikanische Dolche wurden in verschiedenen Ländern und von verschiedenen Ethnien Afrikas als Kriegs-, Jagd-, Kultur- und Standeswaffe entwickelt und genutzt. Die jeweilige Bezeichnung der Waffe bezieht sich auf eine Ausprägung dieses Waffentyps, die einer bestimmten Ethnie zugeordnet wird. 

## Beschreibung
Der Mbole-Dolch hat eine zweischneidige, blattförmige Klinge mit einem schmalen Hohlschliff (fälschlich Blutrinne) und einem starken Mittelgrat. Die Klinge ist am unteren Ende karoförmig ausgeschmiedet (siehe Bild Infobox). Das Heft (Griffstück) ist zusammen mit der Klinge aus einem Stück gearbeitet. Die eigentliche Grifffläche ist sehr dünn und zum besseren Greifen mit Kupferdraht umwickelt. Der Knauf ist dick und breit gearbeitet. Der Mbole-Dolch wird von der Ethnie der Mbole benutzt.